# Wigstan de Mercie
Pour le personnage de Beowulf, voir Weohstan.
Wigstan, également appelé Wystan ou Wistan, est un saint anglo-saxon du IXe siècle.

## Biographie
Wigstan est le fils de Wigmund de Mercie et d'Ælfflæd, et le petit-fils du roi de Mercie Wiglaf par son père. Il règne peut-être brièvement sur la Mercie après la mort de Wiglaf. En 849, il est assassiné par Beorhtfrith, l'un des fils de Beorhtwulf de Mercie (le successeur de Wiglaf), après avoir refusé de laisser Beorhtfrith épouser sa mère, devenue veuve entre-temps.
Il est inhumé à Repton, et un culte se développe par la suite autour de lui, avec une fête le 1er juin. Ses reliques sont transférées à Evesham au XIe siècle, sous le règne de Knut le Grand. Vers 1130, Dominique d'Evesham rédige une Vita sancti Wistani.